# Thalerastria atribasalis
Thalerastria atribasalis là một loài bướm đêm trong họ Noctuidae.